# Rasmus Thellufsen
Rasmus Thellufsen Pedersen (født 9. januar 1997) er en dansk fodboldspiller, der spiller for den danske klub Vendsyssel FF.

## Karriere
Rasmus Thellufsen spillede i IF Sæby Skjold, indtil han som U/15-spiller skiftede permanent til AaB. På daværende tidspunkt havde han i en længere periode været en del af talenttræningerne i klubben.

### AaB
Thellufsen blev oprykket til AaB's førstehold sammen med U/19-holdkammeraterne Magnus Christensen, Morten Rokkedal, Sebastian Grønning, Joakim Mæhle og Bardhec Bytyqi i optakten til 2016-17-sæsonen.
Han fik den 28. august 2016 sin debut for AaB, da han blev skiftet ind i stedet for en skadet Kasper Risgård i det 34. minut i en 2-1-sejr hjemme over AGF, hvor han bl.a. havde næstsidste fod på bolden ved Flores' scoring til 1-1. En uge senere fik han sin første startplads for førsteholdet, da han startede inde i pokalkampen mod Nørresundby Forenede Boldklubber fra Danmarksserien.
Han scorede fire mål i AaB's 5-0-sejr i 4. runde af DBU Pokalen 2016-17.
Grundet stor konkurrence på de offensive positioner blev han i slutningen af august 2019 udlejet til Hansa Rostock, der på kontraktindgåelsestidspunktet spillede i 3. Bundesliga for resten af 2019-20-sæsonen. I lejeaftalen var indarbejdet en købsoption på Thellufsen.

### Lyngby BK
Den 6. september kunne Lyngby Boldklub bekræfte at de havde købt Rasmus Thellufsen fra AaB